# Вашингтон, Джон Дэвид
Джон Дэ́вид Ва́шингтон (англ. John David Washington; род. 28 июля 1984, Толука-Лейк, Калифорния) — американский актёр и бывший игрок в американский футбол. Он играл в футбол в колледже, а в 2006 году подписал контракт с командой «Сент-Луис Рэмс» как свободный агент. На профессиональном уровне Вашингтон провел четыре года в качестве раннинбека в команде United Football League «Сакраменто Маунтин Лайонз».
Вашингтон перешёл к актёрской карьере, как его отец, Дензел Вашингтон, и мать, Паулетта. Он был частью основного актёрского состава комедийного сериала HBO «Игроки» (2015—2019). Его прорывом стала роль Рона Сталворта в криминальном фильме Спайка Ли «Чёрный клановец» 2018 года, за которую он получил номинации на премии «Золотой глобус» и премии Гильдии киноактёров США за лучшую мужскую роль. В 2020 году он снялся в научно-фантастическом боевике-триллере Кристофера Нолана «Довод», за который получил премию «Сатурн» за лучшую мужскую роль.

## Ранние годы
Джон Дэвид Вашингтон родился 28 июля 1984 года в районе Толука-Лейк города Лос-Анджелес (штат Калифорния, США). Отец — известный актёр, режиссёр и продюсер Дензел Вашингтон, мать — актриса и пианистка Полетта Вашингтон (до замужества — Пирсон). Младшая сестра — Катя Вашингтон, младшие брат с сестрой — близнецы Малкольм и Оливия (род. 1991) Вашингтон. Джон Дэвид учился в школе «Кэмпбелл Холл», которую окончил в 2002 году. Ещё в школьные годы увлёкся американским футболом, баскетболом и троеборьем, но в итоге отдал предпочтение футболу. Играл в колледж-футбол в колледже Морхаус.
Джон Дэвид является личным именем актёра, среднего имени у него нет (хотя это принято в США), поэтому он не любит, когда его зовут просто Джон.

## Карьера

### Карьера в американском футболе
Джон Дэвид играл на позиции раннинбека. В 2006—2007 годах выступал за команду «Сент-Луис Рэмс»; в 2007 году — за «Рейн Файр»; в 2009—2012 годах — за «Сакраменто Маунтин Лайонс» В 28 лет Джон Дэвид разорвал ахиллово сухожилие, поэтому о спорте пришлось забыть, и он решил обратить свой взор на кинематограф.

### Карьера в кино
Впервые на экране Джон Дэвид появился в возрасте восьми лет в фильме «Малкольм Икс», где его отец исполнял главную роль. Больше в детстве Джон Дэвид не снимался.
В 2010 году первый (и на 2019 год — пока единственный) раз попробовал себя как продюсер — в ленте «Книга Илая», в котором его отец также играл главную роль.
С 2015 по 2019 год играл одну из главных ролей в телесериале «Игроки».
В 2018 году сыграл в фильме «Чёрный клановец». За эту роль был номинирован на «Золотой глобус» и Премию гильдии киноактёров США. В этом фильме Вашингтона заметил Кристофер Нолан и пригласил на главную роль в фильме «Довод».

## Фильмография

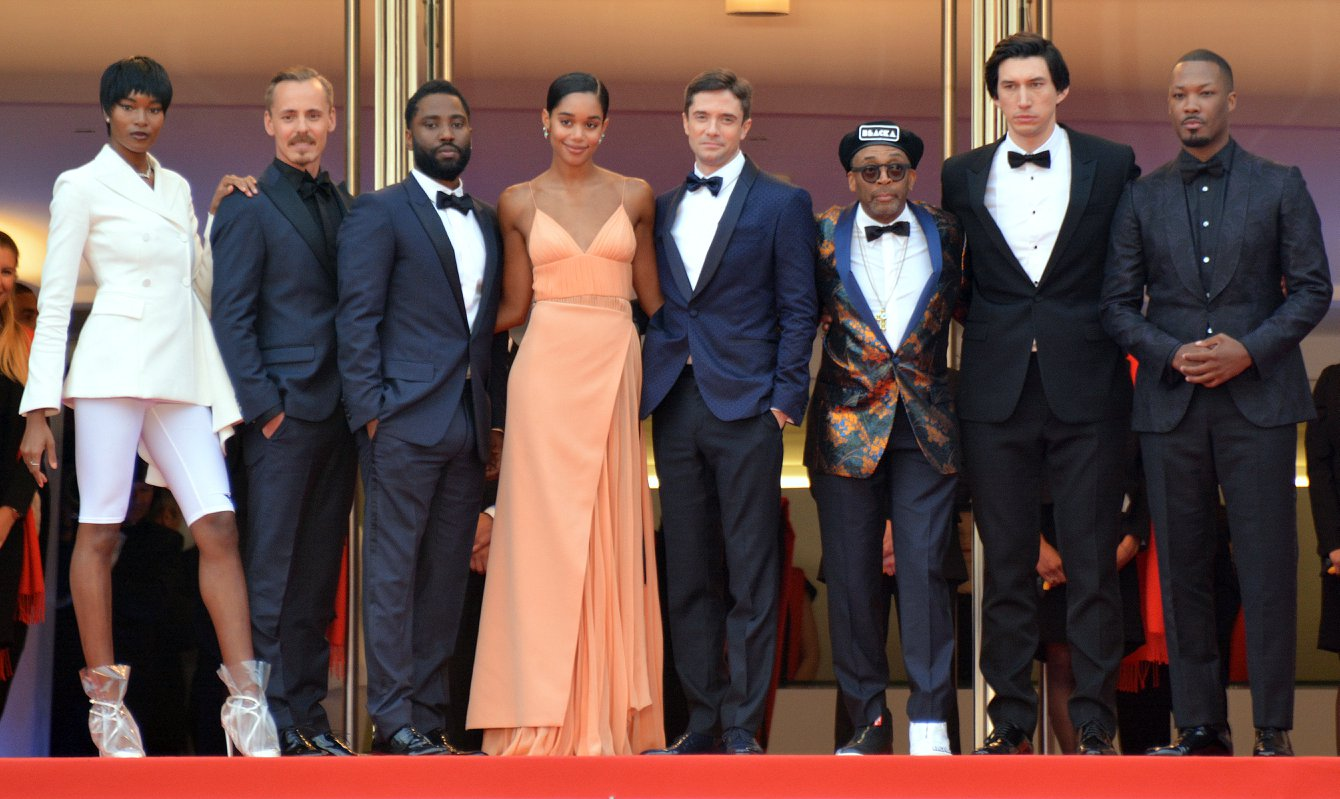
Слева направо: Дамарис Льюис, Яспер Пяаккёнен, Джон Дэвид Вашингтон, Лора Харриер, Тофер Грейс, Спайк Ли, Адам Драйвер и Кори Хокинс. Каннский кинофестиваль 2018.

| Год       |   | Русское название        | Оригинальное название       | Роль                           |
| --------- | - | ----------------------- | --------------------------- | ------------------------------ |
| 1992      | ф | Малкольм Икс            | Malcolm X                   | ученик в гарлемской школе      |
| 1995      | ф | Дьявол в голубом платье | Devil in a Blue Dress       | мальчик с игрушечной винтовкой |
| 2015—2019 | с | Игроки                  | Ballers                     | Рики Джеррет                   |
| 2017      | с | —                       | Seven Bucks Digital Studios | Рики Джеррет                   |
| 2017      | ф | Любовь сбивает с рифмы  | Love Beats Rhymes           | Малик                          |
| 2018      | ф | Монстры и люди          | Monsters and Men            | Деннис                         |
| 2018      | ф | Монстр                  | All Rise                    | Ричард «Бобо» Эванс            |
| 2018      | ф | Чёрный клановец         | BlacKkKlansman              | детектив Рон Сталворт          |
| 2018      | ф | Старик с пистолетом     | The Old Man & the Gun       | лейтенант Келли                |
| 2020      | ф | Довод                   | Tenet                       | «Протагонист»                  |
| 2021      | ф | Малькольм и Мари        | Malcolm & Marie             | Малькольм                      |
| 2021      | ф | Беккет                  | Becket                      | Беккет                         |
| 2022      | ф | Амстердам               | Amsterdam                   | Гарольд Вудман                 |
| 2023      | ф | Создатель               | The Creator                 | Джошуа                         |
| 2024      | ф | Уроки фортепиано        | The Piano Lesson            | Бой Уилли Чарльз               |

## Награды и номинации
С полным списком кинематографических наград и номинаций Джона Дэвида Вашингтона можно ознакомиться на сайте IMDb.
- 2018[англ.] — NAACP Image Award в категории «Лучший актёр второго плана в теле-комедии» за роль в сериале «Игроки» — номинация[15].
- 2018[англ.] — People’s Choice Awards в категории «Звезда драматического кино-2018» за роль в фильме «Чёрный клановец» — номинация[16].
- 2018 — Премия Ассоциации кинокритиков Чикаго в категории «Самый многообещающий актёр» за роль в фильме «Чёрный клановец» — номинация.
- 2018 — Премия Общества кинокритиков Детройта в категории «Лучший актёр» за роль в фильме «Чёрный клановец» — номинация.
- 2018 — Голливудская кинопремия[англ.] в категории «Прорыв года» за роль в фильме «Чёрный клановец» — победа.
- 2019 — «Золотой глобус» в категории «Лучший актёр в драматическом фильме» за роль в фильме «Чёрный клановец» — номинация[17][18].
- 2019 — «Спутник» в категории «Лучший актёр в кинокомедии или мюзикле» за роль в фильме «Чёрный клановец» — номинация.
- 2019[англ.] — Премия «Независимый дух» в категории «Лучший актёр второго плана» за роль в фильме «Монстры и люди[англ.]» — номинация.
- 2019 — Премия Общества онлайн-кинокритиков[англ.] в категории «Лучший актёр» за роль в фильме «Чёрный клановец» — номинация.
- 2019 — Премия «Виртуоз» на Международном кинофестивале в Санта-Барбаре[англ.] за роль в фильме «Чёрный клановец» — победа.
- 2019 — Премия Гильдии киноактёров США в категориях «Лучший актёр» и «Лучший актёрский состав» за роль в фильме «Чёрный клановец»[19] — номинация.